# Myths of the Near Future (album)
Albums de Klaxons
Xan Valleys
(2006) Surfing the Void
(2010)
Singles
1. Atlantis to Interzone
Sortie : 12 juin 2006
2. Magick
Sortie : 30 octobre 2006
3. Golden Skans
Sortie : 22 janvier 2007
4. Gravity's Rainbow
Sortie : 9 avril 2007
5. It's Not Over Yet
Sortie : 25 juin 2007
6. As Above, So Below
Sortie : 12 novembre 2007

Myths of the Near Future est le premier album des Klaxons, sorti le 29 janvier 2007.
Ce titre provient du titre d'un recueil de nouvelles de l'écrivain anglais J. G. Ballard nommé Myths of the Near Future. L'album a remporté en 2007 le Mercury Music Prize du meilleur album britannique.

## Liste des titres
| No  | Titre                                                | Durée |
| --- | ---------------------------------------------------- | ----- |
| 1.  | Two Receivers                                        | 4:18  |
| 2.  | Atlantis to Interzone                                | 3:15  |
| 3.  | Golden Skans                                         | 2:45  |
| 4.  | Totem on the Timeline                                | 2:40  |
| 5.  | As Above, So Below                                   | 3:55  |
| 6.  | Isle of Her                                          | 3:54  |
| 7.  | Gravity's Rainbow                                    | 2:36  |
| 8.  | Forgotten Works                                      | 3:24  |
| 9.  | Magick                                               | 3:30  |
| 10. | It's Not Over Yet (reprise de Not Over Yet de Grace) | 3:35  |
| 11. | Four Horsemen of 2012                                | 2:18  |

## Classements et certifications
| Classement musical                         | Meilleure position |
| ------------------------------------------ | ------------------ |
| Belgique (Flandre Ultratop)                | 62                 |
| Belgique (Wallonie Ultratop)               | 87                 |
| France (SNEP)                              | 24                 |
| Irlande (Irish Recorded Music Association) | 4                  |
| Italie (FIMI)                              | 72                 |
| Pays-Bas (Mega Album Top 100)              | 83                 |
| Royaume-Uni (UK Albums Chart)              | 2                  |

| Pays        | Ventes    | Certifications |
| ----------- | --------- | -------------- |
| Irlande     | 7 500 +   | Or             |
| Royaume-Uni | 300 000 + | Platine        |

## Accueil critique
L'album a recueilli dans l'ensemble de bonnes critiques musicales, obtenant un score de 71⁄100, sur la base de 28 critiques collectées, sur Metacritic.

## Titres bonus

### Royaume-Uni
L'album comporte une piste cachée instrumentale après Four Horsemen of 2012.

### Monde
1. Golden Skans (Erol Alkan Spectral remix) (bonus) (9:19)
2. Gravitys Rainbow (Todd Edwards remix) (bonus) (9:10)
3. Gravitys Rainbow (Soulwax remix) (bonus) (6:21)
4. Electrickery (bonus) (2:15)

### France
Les titres bonus inclus lors de la seconde édition de l'album en France sont :
1. As Above, So Below (french version)
2. Electrickery